# Mitt Romney

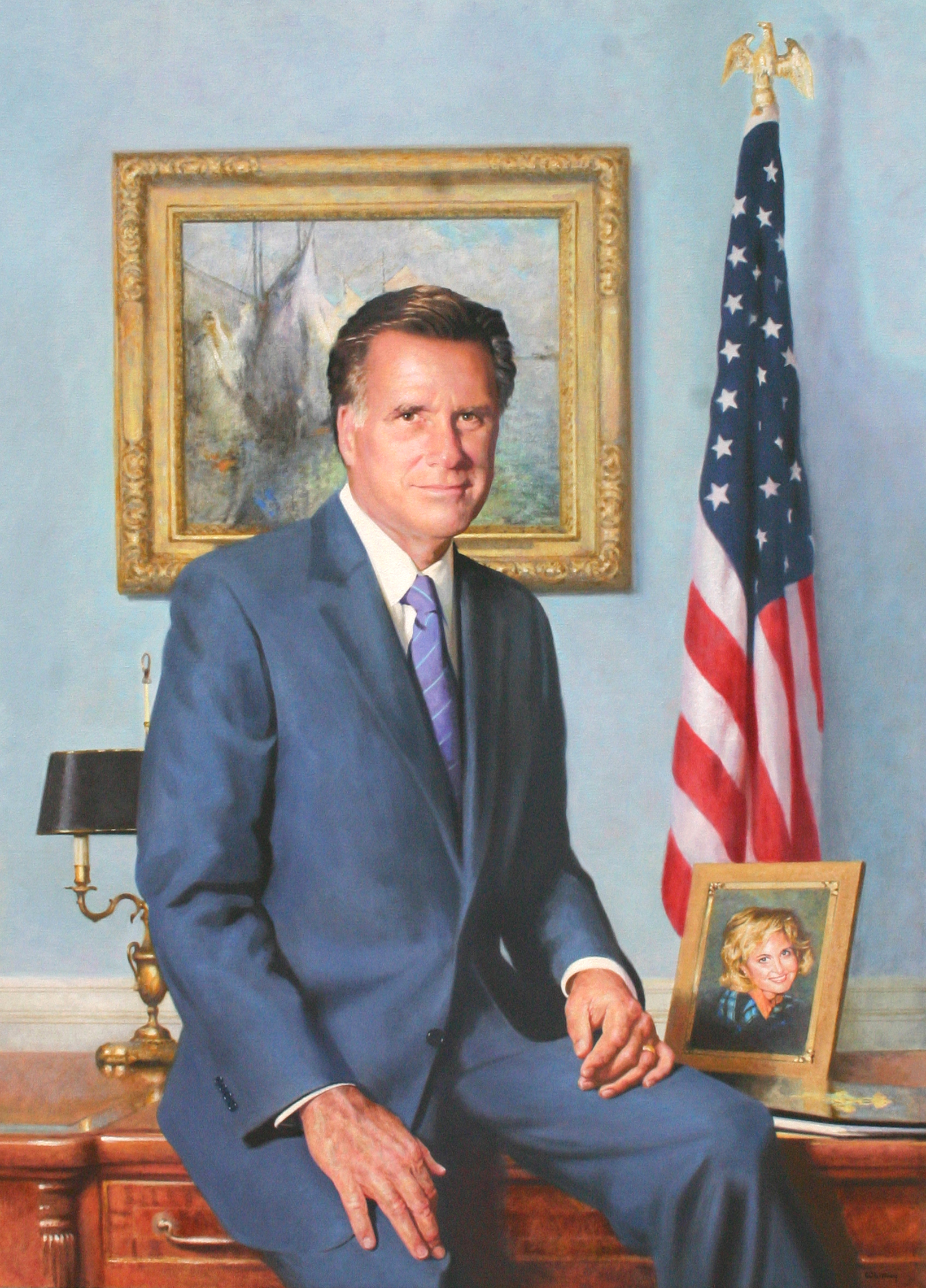
Mitt Romney jako 70. gubernator Massachusetts

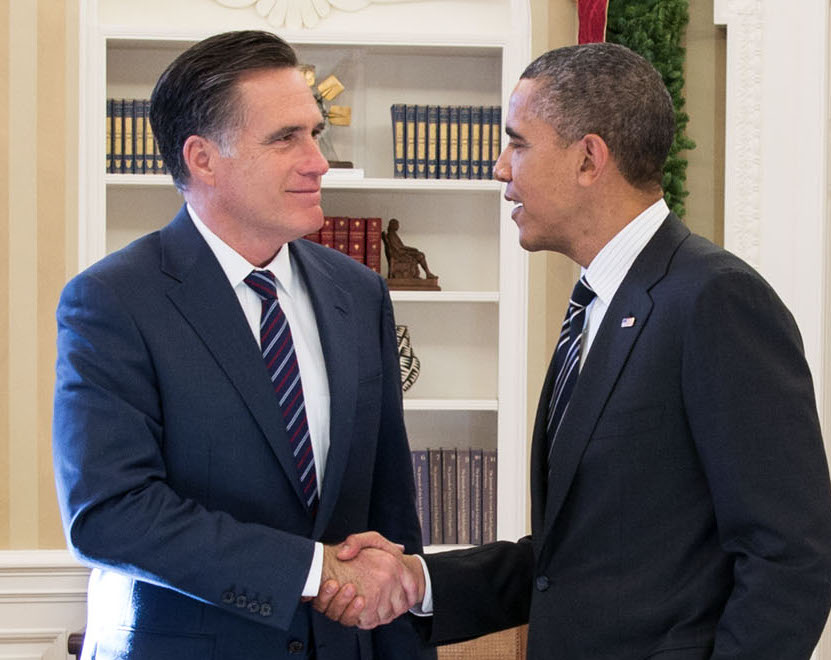
Romney z prezydentem Barackiem Obamą w Białym Domu

Mitt Romney, właśc. Willard Mitt Romney (ur. 12 marca 1947 w Detroit) – amerykański polityk i przedsiębiorca, w latach 2003–2007 gubernator Massachusetts, kandydat Partii Republikańskiej na urząd prezydenta Stanów Zjednoczonych w 2012 roku. Senator Stanów Zjednoczonych ze stanu Utah w latach 2019–2025.

## Życiorys
Urodził się 12 marca 1947 w Detroit jako syn przedsiębiorcy i republikańskiego polityka George’a Romneya, wieloletniego gubernatora stanu Michigan, oraz – związanej z republikanami – aktorki Lenore Romney. Studiował na Uniwersytecie Birghama Younga w Utah, a także uzyskał podwójny stopień Juris Doctor i Master of Business Administration (absolwent wydziałów prawa i zarządzania) na Uniwersytecie Harvarda. Pracował jako konsultant ds. zarządzania, obejmował stanowiska kierownicze w firmach konsultingowych. Jest aktywnym członkiem Kościoła Jezusa Chrystusa Świętych w Dniach Ostatnich (LDS).
W 1994 roku wystartował bez powodzenia (zdobywając 41 procent głosów) w wyborach do Senatu USA jako republikański kandydat z Massachusetts. Pomimo przegranej był pierwszym tak poważnym rywalem dla zasiadającego w tej izbie od 1962 roku Teda Kennedy’ego. W 2002 roku został wybrany na gubernatora Massachusetts. Najpierw, w prawyborach, Romney wygrał z urzędującą republikańską gubernator Jane Swift, która miała zamiar ubiegać się o pełną kadencję, a w listopadzie pokonał demokratycznego oponenta. W tym samym roku Romney przewodniczył Komitetowi Organizacyjnemu Zimowych Igrzysk Olimpijskich 2002 w Salt Lake City. Pracę na stanowisku gubernatora zakończył w styczniu 2007 roku.
Po raz pierwszy w wyborach na prezydenta USA wystartował w 2008 roku, będąc poważnym pretendentem do uzyskania republikańskiej nominacji, jednak wówczas republikańskie prawybory wygrał John McCain.
21 września 2009 podczas forum FPI skrytykował prezydenta Obamę za wycofanie się z planów rozmieszczenia w Polsce i w Czechach tarczy antyrakietowej bez uzyskania jakichkolwiek ustępstw ze strony Rosji.
W 2012 wygrał prawybory uzyskując nominację Partii Republikańskiej, w wyborach prezydenckich, zmierzył się z urzędującym prezydentem Barackiem Obamą. W głosowaniu które odbyło się 6 listopada 2012 roku, Mitt Romney uzyskał 47% głosów (60 932 152), zaś Obama – 51% (65 899 660). W głosach elektorskich stosunek wyniósł 206 do 332 na korzyść kandydata Demokratów.
W wyborach do Kongresu w 2018 został wybrany senatorem w stanie Utah, mandat objął 3 stycznia 2019. Nie ubiegał się o reelekcję w wyborach w 2024 roku, mandat sprawował do 3 stycznia 2025.
Mitt Romney jest przeciwnikiem Donalda Trumpa. Podczas kampanii Trumpa senator Romney nie udzielił mu poparcia, a po wyborach oświadczył, że na niego nie głosował. W felietonie na łamach „The Washington Post” stwierdził, że Donald Trump „nie dorósł do radzenia sobie z ciężarem tego urzędu”. Mitt Romney regularnie oskarżał go o niszczenie demokracji w Stanach Zjednoczonych, bardzo złą politykę zwalczania pandemii COVID-19 i podważanie zaufania społeczeństwa amerykańskiego do wyborów przez propagowanie bezpodstawnych oskarżeń o sfałszowaniu wyborów prezydenckich w roku 2020. W trakcie ewakuacji Senatu podczas szturmu protestujących na budynek Kapitolu 6 stycznia 2021 Romney krzyknął do Republikanów podważających wynik wyborów prezydenckich: „to jest to do czego doprowadziliście”. Kilka godzin po oczyszczeniu budynku z demonstrantów i powrocie legislatorów do parlamentu w przemówieniu oskarżył Donald Trumpa o zajścia tego samego dnia mówiąc, że „to prezydent doprowadził do tego, co miało dziś miejsce, do tej insurekcji”.